# Juliana Negedu
Ojoshogu Negedu, detta Juliana (Kaduna, 31 luglio 1979), è un'ex cestista nigeriana.

## Carriera
Con la Nigeria ha disputato i Giochi olimpici di Atene 2004.